# بيلي لي (لاعب كرة قاعدة)
بيلي لي (بالإنجليزية: Billy Lee)‏ هو لاعب كرة قاعدة أمريكي، ولد في 9 يناير 1894 في بايون (نيوجيرسي) في الولايات المتحدة، وتوفي في 6 يناير 1984 في هازلتون الغربية ‏ في الولايات المتحدة.